# 金錢蟹盒
金錢蟹盒是一道澳門名菜，相傳由澳門人發明。1970年代以前，因為蟹肉成本與及技術要求較高，金錢蟹盒曾是一道昂貴菜色，及後此菜需求愈殷，廚師質素參差，加上澳門開始入口品質較次的廉價蟹肉，導致此菜的式微。

## 作法
將蟹肉、豬肉、冬菇、蝦肉等夾於2片切成3毫米厚、用砂糖、酒醃過的肥板肉，包以蛋白調成的炸漿以中火炸2次而成。